# Klaus Dohrn (Bankier)
Klaus Dohrn (* 23. Mai 1905 in Breslau; † 25. Juli 1993 in Feldkirchen-Westerham) war ein deutscher Bankier.

## Leben und Tätigkeit
Dohrn war ein Sohn des Komponisten und Dirigenten Georg Dohrn (1867–1942) und dessen Ehefrau Hedwig geb. Commichau.
Er studierte Betriebswirtschaft und wurde 1931 in Breslau mit der Arbeit Internationaler Stromaustausch zum Dr. rer. pol. promoviert.
Von 1961 bis 1972 war er Geschäftsinhaber der Berliner Handels- und Frankfurter Bank, anschließend Mitglied des Aufsichtsrats sowie bis 1980 stellvertretender Vorsitzender des Verwaltungsrats.
1970 wirkte Dohrn bei der Fusion der Berliner Handels-Gesellschaft und der Frankfurter Bank zur BHF-Bank mit. Dohrn war Senator und Schatzmeister der Max-Planck-Gesellschaft.
Dohrn, der privat moderne Malerei sammelte, war in der Administration des Städelschen Kunstinstitut in Frankfurt tätig.
Von 1968 bis 1989 gehörte Dohrn dem Verwaltungsrat des Germanischen Nationalmuseums in Nürnberg an, von 1969 bis 1978 als Vorsitzender.
In den 1970er Jahren war Dohrn Verwaltungsratsvorsitzender der Berliner Handels-Gesellschaft.

## Schriften
- Internationaler Stromaustausch. Dissertation. Universität Breslau 1931. Helios, Münster 1931, DNB 570095476.
- Finanzierungsfragen im Luftverkehr. In: Werner Guldimann: Die Flugunfalluntersuchung. Kirschbaum, Bielefeld 1958, DNB 451730232.
- Von Bürgern und Weltbürgern, Eine Familiengeschichte. Neske, Pfullingen 1983, ISBN 978-3-7885-0255-3.
- Meine Zeit. Erinnerungen eines Bankiers. Neske, Pfullingen 1991, ISBN 978-3-7885-0333-8.